# Psydoll
Psydoll es una banda de música ciberpunk. Se constituyeron en Tokio en 1997 incorporando a su imagen, letras y música elementos electrónicos e industriales. En el 2003 participaron en el festival de música gótica Beyond the Veil que se organiza anualmente en la ciudad inglesa de Leeds obteniendo así cierto reconocimiento en el mundo industrial y underground británico. Ese mismo año regresaron en un mini-tour a Escocia y el norte de Inglaterra.

## Componentes
- Nekoi PSYDOLL (aka Nekoi Rutoto) (voz, teclado y letras)
- Ucchi PSYDOLL (guitarra, arreglos y programación)
- Loveless PSYDOLL (percusión digital y batería)

## Discografía

### Álbumes
- Illumidia (Japón) (1997)
- Psyberdoll (Japón) (Tyrell Morgue, 1998)
- Lake/Rose, Rose, Rose (Japón) (Tyrell Morgue, 1999)
- The Daughter Of Dr.Neumann (Japón) (Tyrell Morgue, 2000)
- A War In The Box (Japón) (Tyrell Morgue, 2002)
- I Psydoll (Plant Ghost Music, 2004)
- 10spyglasses (Psydoll Products, 2009)
- P.S...BTW (Psydoll Products, 2011)

### Singles y EP
- Fragments (Japón) (2003)
- Sign (Japón) (2004)
- Stories (Japón) (2005)
- Dance with PSYDOLL (2008)

## Libro de Nekoi PSYDOLL
- Moshi Moshi Call もしもしコール By Nekoi Rutoto 猫井るとと (ISBN4-7659-0222-6) (Publicado por Kubo Shoten 久保書店, 1º de octubre de 1985). Libro de 116 páginas con tiras de prensa de mediados de los 80, se trata de una recopilación de los trabajos que Nekoi realizó para las publicaciones manga Lemon People, Melon Comic y varias otras. Aparece una fotografía suya en la tira de la contracubierta del libro.